# イゴール・ヴェキッチ
イゴール・ヴェキッチ（Igor Vekić、1998年5月6日 - ）は、スロベニア・リュブリャナ出身のサッカー選手。ヴェイレBK所属。ポジションはGK。

## クラブ経歴
2019年8月9日、NKアルミニイとのリーグ戦にて、NKブラヴォの選手としてプロデビューを果たした。
2023年7月12日、デンマークのヴェイレBKへ移籍し、3年契約を結んだ。

## 代表経歴
2024年1月10日、アメリカ合衆国代表との親善試合でスロベニア代表デビューを飾った。
UEFA EURO 2024に選出